# Albrecht Tietze

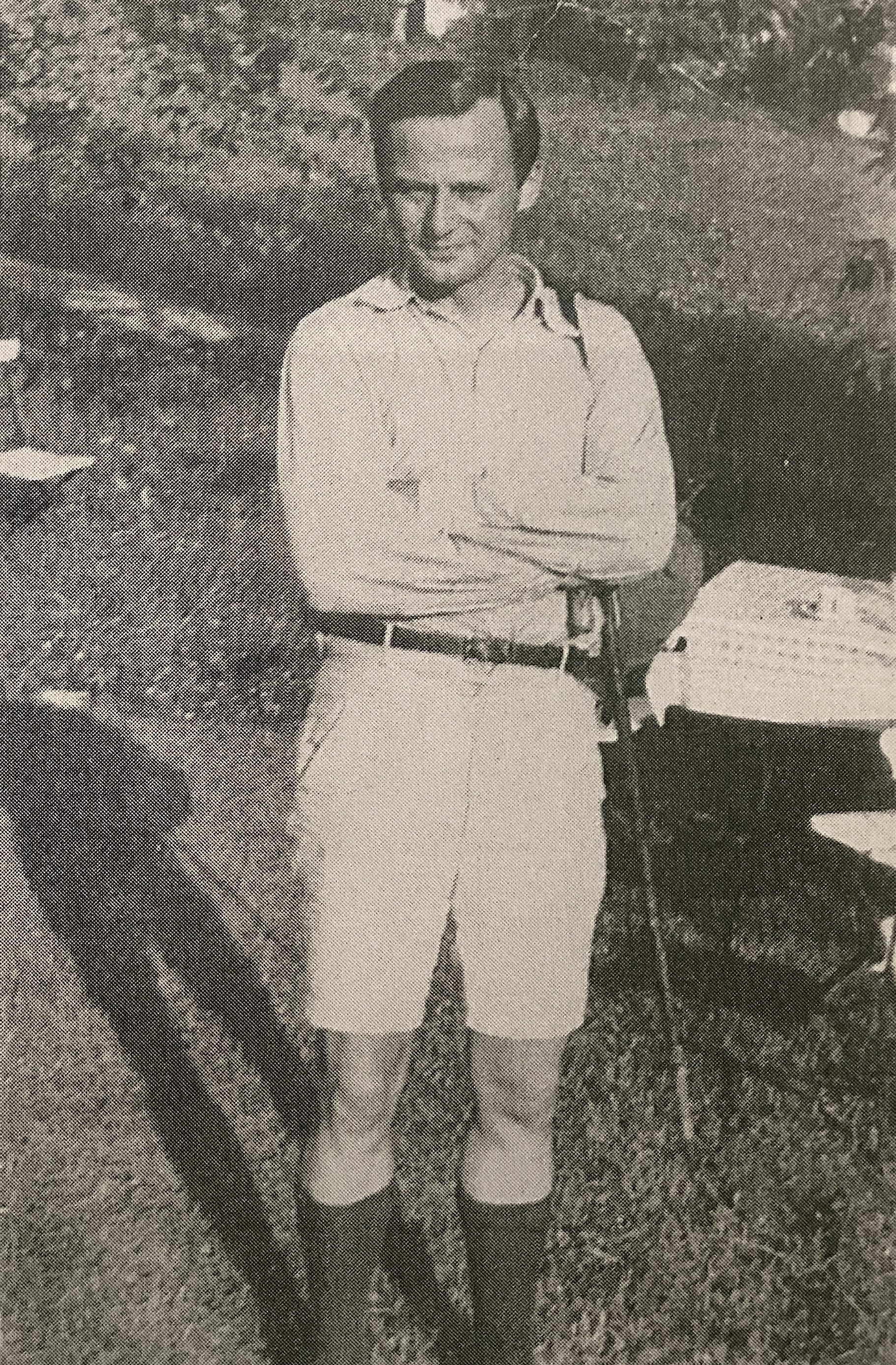
Der junge Arzt Albrecht Tietze, 1933

Albrecht Tietze (* 23. Oktober 1901 in Breslau, Schlesien; † 14. Mai 1968) war ein Berliner Internist an verschiedenen städtischen Krankenhäusern und Sohn des bekannten Chirurgen Alexander Tietze aus Breslau sowie Cousin von Gero von Schulze-Gaevernitz. Er engagierte sich während des Zweiten Weltkriegs in einer deutschen Widerstandsgruppe in Berlin und zeigte öffentlich sein Mitgefühl für verfolgte Juden. Er wird in der israelischen Gedenkstätte Yad Vashem ab 1971 als einer der Gerechten unter den Völkern geführt, von denen 651 Deutsche waren.
1933 arbeitete Albrecht Tietze als Internist im Klinikum Westend in Berlin. Als im April 1933 die jüdischen Ärzte mittels des Berufsbeamtengesetzes entlassen wurden, war Albrecht der einzige, der Zivilcourage bewies und sich mit den jüdischen Kollegen offen solidarisch zeigte, weswegen auch er sofort entlassen wurde. Bis 1935 arbeitete er in Breslau und kam dann mit seiner Familie zurück nach Berlin. Ab 1936 war er hier Arzt am Staatskrankenhaus der Polizei. Er leitete die Innere Abteilung des Staatskrankenhauses. In dieser Position probierte er, gemeinsam mit anderen Ärzten, wie z. B. Charlotte Pommer, die eingelieferten NS-Gegner möglichst lange im Krankenhaus zu binden. Auch Krankheiten wurde verlängert, um den Patienten die Misshandlungen durch die Gestapo zu ersparen und auch Todesurteile heraus zu zögern. Bei Wilhelm Roloff gelang es Tietze ganze dreieinhalb Monate.
Der US-amerikanische Historiker Robert Lee Reynolds hat eine Biografie mit dem Titel Ein Ruf an das Gewissen (Originaltitel: A call for Conscience) über Albrecht Tietze geschrieben, die sich schwerpunktmäßig mit dem Wirken von Albrecht während der Nazizeit beschäftigt, aber auch den persönlichen und familiären Hintergrund beleuchtet.
In seiner beruflichen Arbeit als Facharzt für Innere Medizin veröffentlichte er bereits 1928 Beiträge „Zur Röntgendiagnostik der Pankreassteine“ sowie 1933 „Zur Wertung der Leberfunktionsprüfungen am Krankenbett“. Im Jahr 1949 erschien „Die Poliomyelitis“ über die Berliner Nachkriegsepidemien. Die Betrachtung „Aktuelle Fragen der inneren Medizin“ erschien 1951.  
Anfang 1945 war er als Chefarzt der Neurologischen Abteilung des Staatskrankenhauses der Polizei wohl an der letztendlich gescheiterten Rettung von Hans von Dohnanyi involviert.
Ab 1. Juli 1946 war er dirigierender Arzt der II. Medizinischen Abteilung am Krankenhaus Charlottenburg und war an der FU Berlin ab 1948 Lehrbeauftragter. Von 1950 bis 1953 war er dort Dozent. Im Juli 1951 wurde er durch das Bezirksamt von der Stelle als dirigierender Arzt suspendiert.